# Дејвид Елисон
Дејвид Елисон (енгл. David Ellison; Округ Санта Клара, 9. јануар 1983) амерички је предузетник и филмски продуцент. Од 2025. обавља функцију извршног директора конгломерата Paramount Skydance.

## Биографија
Рођен је 9. јануара 1983. у јеврејској породици. Син је суоснивача компаније Oracle Corporation, Ларија Елисона. Одрастао је у Вудсајду с мајком након развода родитеља, где је заволео филмове. Студирао је на Универзитету Јужне Калифорније, али га је напустио како би се посветио каријери. Дивио се Стиву Џобсу, који је био пријатељ његовог оца.
У октобру 2011. оженио се глумицом и певачицом Сандром Лин Модић у Палм Спрингсу. Имају двоје деце.